# 스피리돈 스타이스
스피리돈 스타이스(그리스어: Σπιρίδων Στάης)는 그리스의 사격 선수이다. 그는 아테네에서 열린 1896년 하계 올림픽에서 군사소총 종목에 참가했다. 덴마크의 오이겐 슈미트와 함께 공동 12위에 올랐다.